# هاینکل هائی ۱۱۲
هاینکل هائی ۱۱۲ (به آلمانی: Heinkel He 112) یک هواگرد جنگنده تک‌باله تک‌موتوره ساخت شرکت هاینکل در آلمان بود که میانه دهه ۱۹۳۰ طراحی شد.

## طراحی
هاینکل هائی ۱۱۲ در رقابت با مسرشمیت ب‌اف ۱۰۹، برای نخستین جنگنده تک‌باله لوفت‌وافه طراحی شد. به هر صورت ب‌اف ۱۰۹ پیروز این رقابت بود اما عملکرد هائی ۱۱۲ نیز مورد توجه وزارت هوانوردی رایش قرار گرفت تا سفارش فروند از مدل پیش‌تولید ب-۲ صادر شود. دوازده هواگرد به امپراتوری ژاپن صادر شد. لوفت‌وافه از دوازده فروند هائی ۱۱۲ در جریان بحران سودتنلند در سال ۱۹۳۸، در قالب گروه ۳ جناح ۱۳۲ شکاری استفاده کرد. هفده فروند اواخر جنگ داخلی اسپانیا در خدمت نیروهای ملی‌گرا بودند. با وجود عملکرد مناسب، هائی ۱۱۲ دیگر هیچ خدمت عملیاتی در لوفت‌وافه نداشت. بیست‌وچهار فروند سال ۱۹۳۹ به نیروی هوایی رومانی و چهار هواگرد، از جمله یک پیش‌نمونه ارتقا یافته، به مجارستان تحویل شد. از آن‌ها برای مدت کوتاهی در جنگ با شوروی تا سال ۱۹۴۲ استفاده گردید.

## مشخصات فنی
هائی ۱۱۲:
مشخصات عمومی
- خدمه: ۱ نفر
- طول: ۹٫۳ متر
- طول بال: ۹٫۱ متر
- ارتفاع: ۳٫۸۵ متر
- وزن بارگذاری‌شده: ۲٬۲۵۰ کیلوگرم
- نیرومحرکه: ۲ × موتور وی معکوس ۱۲ سیلندر یونکرس یومو ۲۱۰ایی‌آ: ۶۸۰ اسب بخار

عملکرد
- حداکثر سرعت: ۵۱۰ کیلومتر بر ساعت
- سقف پرواز: ۸٬۵۰۰ متر
- برد: ۱٬۱۰۰ کیلومتر

تسلیحات
- ۱ × توپ خودکار ۲۰ میلی‌متری در بال‌ها
- ۲ × مسلسل ۷٫۹۲ میلی‌متری در اطراف جلوی بدنه
- ۶۰ کیلوگرم بمب